# 나의 스캔들
"나의 스캔들"은 2008년에 개봉한 대한민국의 영화이다. 서린 (선아 역)은  내츄럴 시티 이후  한동안 스크린을 떠났다가 해당 영화로 스크린 복귀를 했다.

## 캐스팅
- 서린 : 선아 역
- 이인 : 현우 역
- 강신철 : 인준 역
- 김화주 : 진이 역
- 최은주 : 홍 선생 역
- 고규필 : 석배 역
- 이경표 : 선아 어머니 역
- 허기호 : 현우 아버지 역
- 이명희 : 현우 어머니 역
- 이승현 : 교무 주임 역
- 이성규 : 과학 선생 역
- 권비오 : 어린 현우 역
- 조민제 : 선아 친구 1 역
- 임지나 : 선아 친구 2 역
- 정원제 : 현우 친구 1 역
- 박동익 : 현우 친구 2 역
- 윤형섭 : 미술반 학생 1 역
- 김혜진 : 미술반 학생 2 역
- 권현지 : 미술반 학생 3 역
- 정은지 : 미술반 학생 4 역
- 박주은 : 표구사 직원 역
- 김성남 : 교생 역
- 임영삼 : 홍 선생 신랑 역